# Catharsius quadridentatus
Catharsius quadridentatus là một loài bọ cánh cứng trong họ Bọ hung (Scarabaeidae).